# Aldello Piccolomini
Aldello Piccolomini (Siena, ... – Siena, 1510) è stato un vescovo cattolico italiano.

## Biografia
Nato a Siena, fu vicario generale della diocesi di Fermo e nel 1488 succedette a Agostino Patrizi Piccolomini quale presidente dell'ufficio delle cerimonie della diocesi di Pienza e Montalcino.
Fu nominato vescovo di Sovana l'8 ottobre 1492 da papa Alessandro VI. Il 1º ottobre 1503 fu uno dei co-consacranti in assistenza al cardinale Giuliano della Rovere della consacrazione di papa Pio III a vescovo di Roma.
Morì a Siena nel 1510.